# Lenka Maňhalová
Lenka Maňhalová (* 28. října 1974, Liberec) je bývalá česká plavkyně. Specializovala se zejména na prsařské závody, díky své všestrannosti reprezentovala také v polohových závodech. Startovala na olympijských hrách 1992 a 1996, jejím maximem z olympiády je jedenácté místo v závodě na 200 metrů prsa z Atlanty 1996. Medaile si přivezla ze Světových univerziád v letech 1995 (stříbro na 200 m polohově) a 1997 (dvakrát bronz na 200 metrů prsa a polohově).
Byla členkou Vysokoškolského sportovního centra MŠMT ČR. Celkem sedmkrát překonala české rekordy na prsařských tratích i v polohovém závodě.  Po ukončení aktivní kariéry se věnuje trenérství.